# Nocaracris sabulosa
Nocaracris sabulosa är en insektsart som beskrevs av Willy Adolf Theodor Ramme 1951. Nocaracris sabulosa ingår i släktet Nocaracris och familjen Pamphagidae. Inga underarter finns listade i Catalogue of Life.